# Gemel
Gemel is een bestuurslaag in het regentschap Centraal-Lombok van de provincie West-Nusa Tenggara, Indonesië. Gemel telt 3813 inwoners (volkstelling 2010).